# Philipp Andreas Nemnich
Philipp Andreas Nemnich (ur. 5 stycznia 1764 w Dillenburgu, zm. 6 marca 1822 w Hamburgu – niemiecki prawnik, leksykograf, księgarz, publicysta, pisarz. Jeden z najważniejszych europejskich autorów słowników wielojęzycznych ze słownictwem specjalistycznym.

## Życiorys
Jako dziecko przeniósł się z rodzicami z Dillenburga (Hesja) do Hamburga. Uczęszczał do szkół w Hamburgu i Lauenburgu. Studiował prawo na kilku uniwersytetach, studia ukończył w roku 1786 na uniwersytecie  w Gießen. Po studiach powrócił do Hamburga, gdzie pracował w różnych zawodach, jako adwokat, tłumacz przysięgły, księgarz, notariusz, redaktor czasopism. Odbył wiele podróży edukacyjnych do Anglii, Holandii, Włoch, Francji, Szwajcarii, pogłębiając tam swoją wiedzę na tematy ekonomiczne. 

## Twórczość
Bibliografia prac Nemnicha obejmuje 21 książek. Są wśród nich wydawnictwa słownikowe i encyklopedyczne, w tym słowniki wielojęzyczne, a również książki podróżnicze będące relacją  z jego podróży edukacyjnych.   
Do najbardziej znanych należy słownik Allgemeines Polyglotten-Lexicon der Naturgeschichte mit erklärenden Anmerkungen (1793–1795), który liczy cztery tomy, ok. 4000 artykułów hasłowych i 3276 szpalt. Dotyczy nauk przyrodniczych, rejestruje nazwy roślin, zwierząt, minerałów i związaną z nimi specjalistyczną terminologię. Punktem wyjścia jest łacina, do haseł łacińskich podawane są ekwiwalenty w innych językach. Są to najczęściej języki: niemiecki, niderlandzki, włoski, duński, szwedzki, angielski, francuski, portugalski, rosyjski, polski, czeski, hiszpański, łotewski, estoński, węgierski. O wiele rzadziej uwzględniane były języki pozaeuropejskie. 
Słownik Waaren-Lexicon in zwölf Sprachen  (1797 –1801) zawiera słownictwo związane z towaroznawstwem i uwzględnia następujące języki: (germańskie) niemiecki, angielski, niderlandzki, szwedzki, duński, (romańskie)  francuski, włoski, hiszpański, portugalski, łacina), (słowiańskie) rosyjski, polski. Slownik liczy trzy tomy i 1192 strony. 

### Inne dzieła (wybór)
- The Universal European Dictionary of Merchandise (1799)
- Wörterbuch der Naturgeschichte der deutschen, holländischen, dänischen, schwedischen, englischen, französischen, spanischen und portugiesischen Sprache (1800).
- Neueste Reise durch England, Schottland und relativ hauptsächlich in Bezug auf Produkte, Fabriken und Handlung (1807)
- Original-Beiträge zur eigentlichen Kennniß von Holland. 4 Bände (1809)